# Cymatocarpus
Cymatocarpus é um género botânico pertencente à família Brassicaceae.